# Национальный блок (Сирия)
Национальный блок (араб. الكتلة الوطنية‎, фр. Le Bloc national) — сирийская националистическая политическая партия во время французского мандата, которая ставила перед собой цель независимость Сирии.
Партия, или скорее всего союз партий, был создан на конференции в 1928 году Ибрахимом Ханану. Лидерами блока были богатые и влиятельные личности страны.
Национальный блок расформировался в 1946 году.